# Robert Louis Stevenson

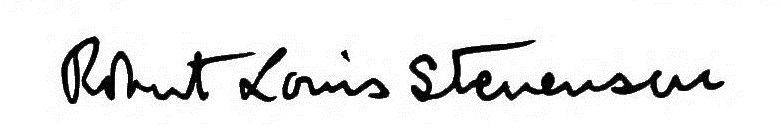

Robert Louis Balfour Stevenson (Edimburgo, 13 novembre 1850 – Vailima, 3 dicembre 1894) è stato uno scrittore, drammaturgo e poeta scozzese dell'età vittoriana, noto principalmente per i romanzi L'isola del tesoro e Lo strano caso del dottor Jekyll e del signor Hyde.

## Biografia
Figlio unico di Thomas Stevenson (1818-1887) e nipote di Robert Stevenson, entrambi ingegneri edili specializzati nella costruzione di fari, temperò la malinconia e la durezza del carattere scozzese con il brio e la gaiezza che gli derivavano dall'origine francese della madre, Margaret Isabella (1829-1897), figlia del reverendo Lewis Balfour (1777-1860), parroco di Colinton. Sia la madre che il nonno avevano problemi ai polmoni, con febbre e tosse frequenti. Si è parlato di sarcoidosi, tubercolosi o bronchiectasia, e comunque d'una eredità scomoda per il ragazzo che era spesso malato e aveva necessità di trascorrere parecchi mesi all'anno in un clima più salubre, come quello della Francia meridionale. Anche la sua inquietudine di viaggiatore e la costante magrezza erano per lui legate alla salute.
Dalla sua infanzia si portò sempre caro il ricordo di un'infermiera, Alison Cunningham, detta "Cummy", alla quale dedicherà poi un libro di versi, ma che contribuì a sviluppare la sua fantasia raccontandogli molte storie che non lo facevano dormire e allo stesso tempo lo affascinavano oltre misura.
Quando s'iscrisse, secondo la tradizione familiare, alla facoltà di ingegneria dell'università di Edimburgo, lo studio passò presto in secondo piano, preferendo dedicarsi alla letteratura. Portava i capelli lunghi e vestiva, come il cugino Bob, "da artista", e benché accompagnasse d'estate il padre nei suoi viaggi d'ispezione ai fari lungo le coste, finì con il cambiare facoltà verso giurisprudenza, laureandosi ma mai esercitando la professione.

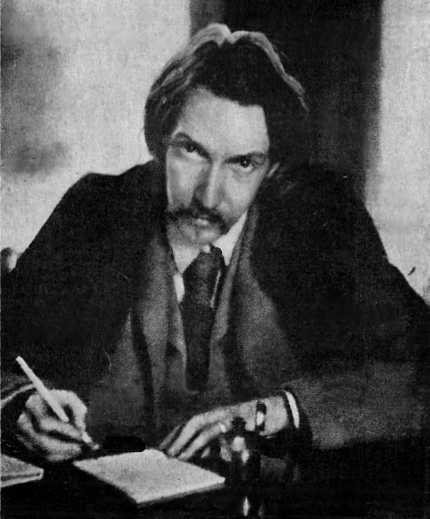
Lo scrittore nel 1885.

Nel 1871 cominciò a collaborare come letterato alla Edinburgh University Magazine e a The Portfolio, da cui si fece pubblicare alcuni saggi.
È solo nel 1878, tuttavia, con la pubblicazione di An Inland Voyage – impressioni di un viaggio in canoa attraverso i fiumi e i canali della Francia settentrionale – l'analogo resoconto dei Travels with a Donkey in the Cevennes (Viaggi con un asinello attraverso le Cevenne), che egli riuscì ad affermare il suo geniale spirito d'osservazione e il suo delizioso umorismo, arricchitosi anche con letture francesi.
Durante un viaggio conobbe Fanny Van de Grift (1840-1914), un'americana separata (da tale Samuel Osbourne) e madre di due figli (Isobel e Lloyd Osbourne) della quale si innamorò e, nonostante il parere avverso dei suoi, decise di seguirla nel suo viaggio di ritorno in California. I due si sposarono a San Francisco nel 1880. Frutti del viaggio furono Gli accampati di Silverado (1883), Across the Plains (1892) e The Amateur Emigrant (1895), pubblicati più tardi.
Ritornato in Europa nel 1880, Stevenson entrò in una fase di grande attività creativa che, tenuto conto della sua sempre precarissima salute, sfociò in una produzione davvero ragguardevole, sia per mole sia per valore. Nel 1881 e nel 1882 pubblicò i saggi e le novelle, scritti fino a quella data, rispettivamente nei volumi Virginibus Puerisque e New Arabian Nights. Sempre nel 1882 scrive Familiar Studies of Men and Books, che contiene il massimo contributo di Stevenson alla critica letteraria, con saggi su Hugo, Whitman, Thoreau, Burns.
Nel frattempo la sua salute aveva risentito dello strapazzo, tanto che non gli si davano che pochi mesi di vita, e lo scrittore, dalla Scozia, dov'era tornato dopo essersi rappacificato con la famiglia, fu nuovamente costretto a vagabondare per le principali stazioni climatiche europee, da Davos a Hyères e poi a Bournemouth. Nel 1886 scrisse il romanzo storico Kidnapped (Il ragazzo rapito) e, in meno di una settimana, Strange Case of Dr. Jekyll and Mr Hyde (Lo strano caso del dottor Jekyll e del signor Hyde). Questi romanzi contribuirono molto ad estendere quella popolarità che la pubblicazione di Treasure Island (L'isola del tesoro), avvenuta nel 1883, gli aveva procurato. Divenne amico di Henry James e scrisse anche due volumi di versi, A Child's Garden of Verses (1885) e Underwoods (1887).

### Viaggio nel Pacifico

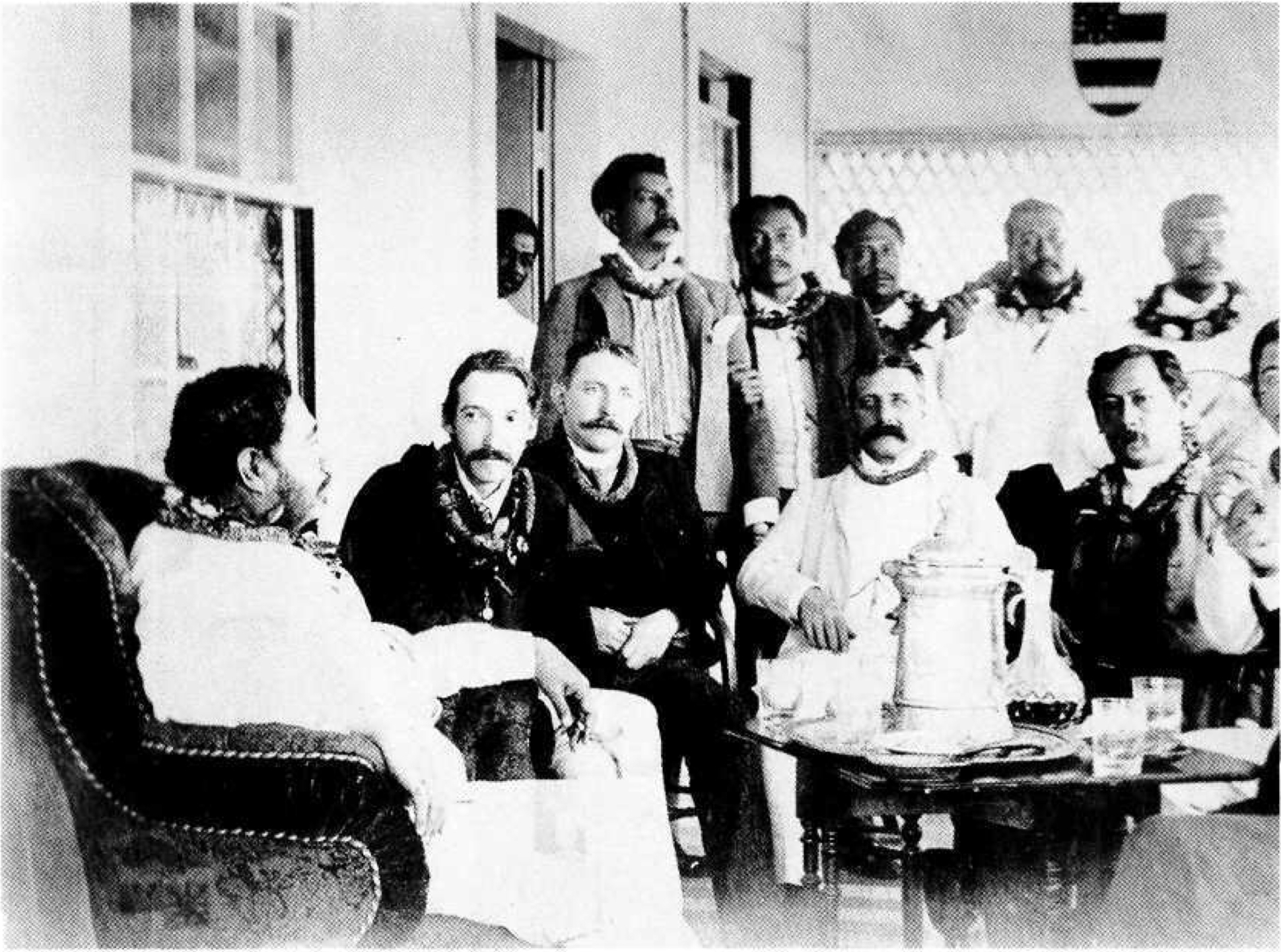
Stevenson e il re delle Hawaii, Kalākaua, 1889 circa

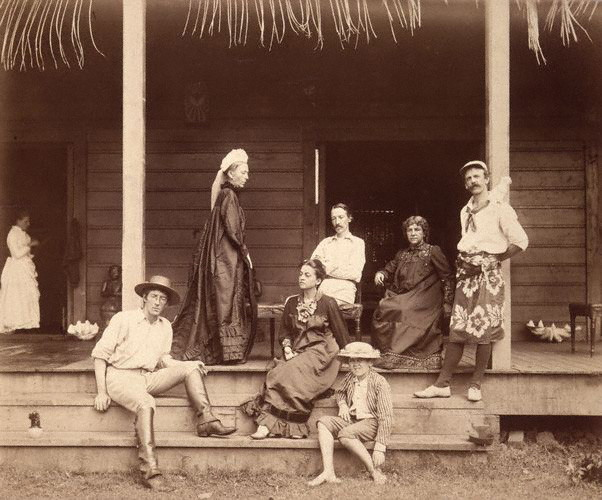
Stevenson con la famiglia e alcuni amici a Upolu, Samoa

Nel 1887, dopo la morte del padre, Stevenson ritornò in America, dove enorme era stato il successo di dr. Jekyll. Ma la salute cagionevole l'obbligò ben presto a ritirarsi nella stazione climatica di Saranac, dove iniziò a scrivere nel 1889 The Master of Ballantrae (Il signore di Ballantrae) e il resoconto farsesco The Wrong Box (La cassa sbagliata), finché, spinto anche dai libri d'avventure esotiche di Melville, accettò l'invito di un editore a scrivere un volume sui mari del Sud e partì, con la famiglia, per una crociera verso le isole Marchesi (Polinesia francese), Tahiti e le isole Sandwich (ovvero le Hawaii).
Il viaggio fu positivo sotto ogni punto di vista, tranne che per il libro, giacché il lavoro su ordinazione non era cosa per lui. La sua salute però sorprendentemente migliorò in modo così notevole, che decise di stabilirsi nel Pacifico e, dopo un'ulteriore esplorazione dei vari arcipelaghi e un soggiorno di alcuni mesi a Honolulu (dove finì i due libri sopraccitati), stabilì la sua dimora a Upolu, la principale delle isole Samoa. Qui visse dal 1890 fino alla morte, riverito dagli indigeni che lo chiamavano Tusitala, ("narratore di storie"). A questo periodo risalgono, tra gli altri, il seguito di Kidnapped, Catriona (1893), i Records of a Family of Engineers (uscito postumo nel 1912), quattro racconti dei mari del Sud, pubblicati con il titolo An Island Night's Entertainments (1893), e parecchie ballate, poesie e raccolte d'impressioni.
La morte, dovuta ad una probabile emorragia cerebrale, lo colse il 3 dicembre 1894, mentre stava scrivendo un tragico racconto sulla frontiera scozzese, Weir of Hermiston (che verrà pubblicato postumo nel 1896).
È sepolto sul monte Vaea, nelle isole Samoa, dove gli fu eretto un monumento funebre. Oggi la casa di Stevenson accoglie una fondazione e un museo in suo onore. Il suo ritratto è un celebre quadro del pittore statunitense Abbott Handerson Thayer. Sulla tomba dello scrittore vennero incisi i versi che egli stesso aveva scritto per sé qualche anno prima e che aveva voluto come suo epitaffio:
Dig the grave and let me lie

Glad did I live and gladly die

And I laid me down with a will

This be the verse you grave for me

Here he lies where he longed to be

Home is the sailor, home from the sea

Scava la tomba e lasciami giacere

Felice ho vissuto e felicemente muoio

E mi sono sdraiato con una volontà

Questo sia il verso che incidi per me

Qui egli giace dove desiderava essere

A casa è il marinaio, a casa dal mare

E il cacciatore a casa dalla collina»
(Richard Aldington, Portrait of a Rebel - The life and work of R. L. Stevenson, trad. it. Carlo Cossali, Ritratto di un ribelle - Vita e opere di R. L. Stevenson, Milano, Ugo Mursia Editore, 1963, p. 16.)

### I romanzi

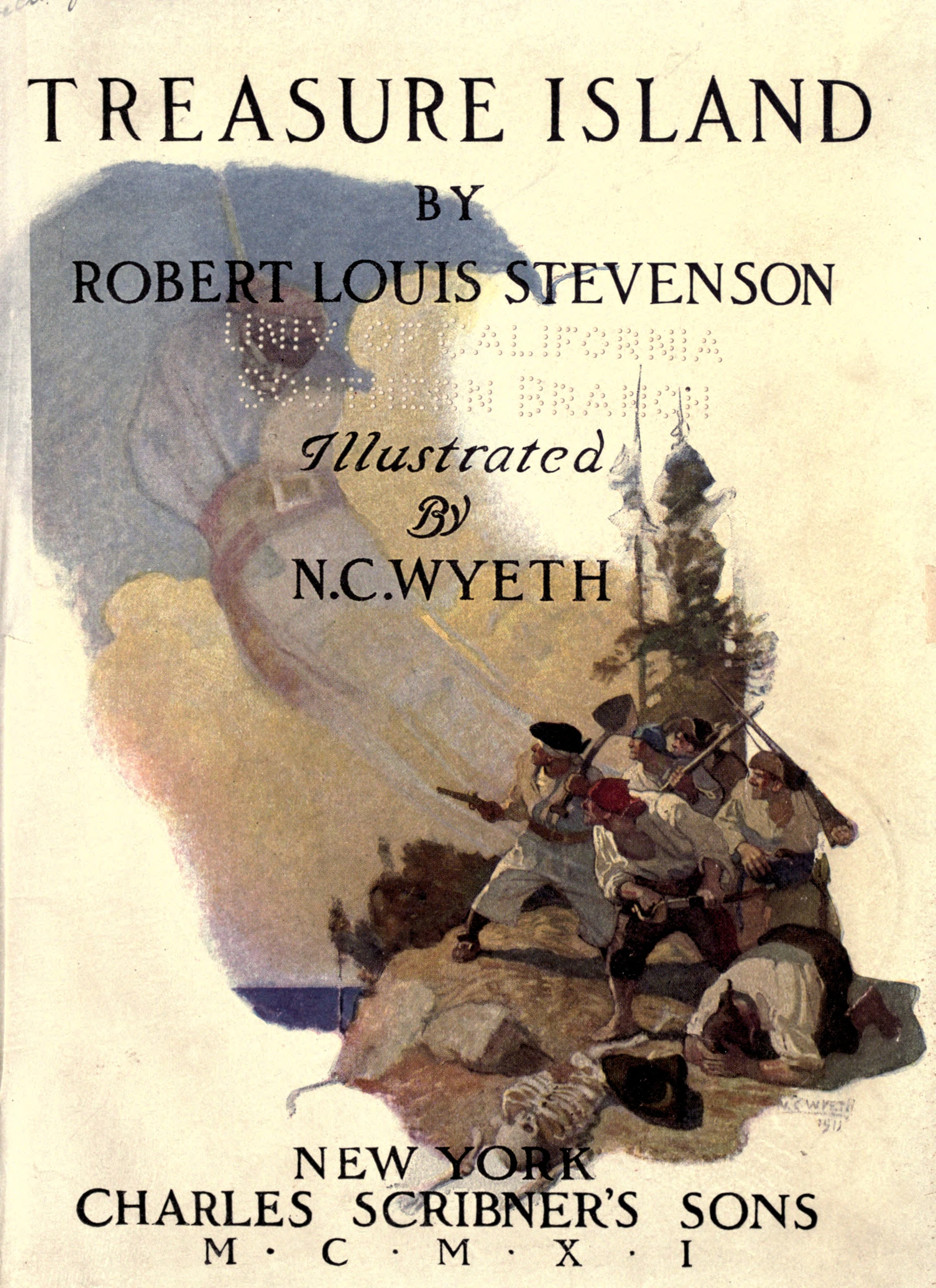
Treasure Island, edizione del 1911.

Stevenson fu essenzialmente un romanziere e, nel genere avventuroso, come ne L'isola del tesoro, rimase insuperato. Tuttavia la sua cultura e la sua educazione lo portavano piuttosto al romanzo storico, ad esaltare, sulle orme di Walter Scott, le gloriose vicende della vecchia Scozia, la cui atmosfera seppe evocare pure in terre lontane, in maniera così piena e vera da non far rimpiangere il modello.
Nacquero così Il principe Otto (1885), Kidnapped, probabilmente il migliore della serie, con il suo seguito Catriona, The Black Arrow (1888), The Master of Ballantrae - che presentava, non senza sottigliezze psicologiche, il lungo conflitto attraverso gli anni tra due fratelli eredi di una famiglia nobile scozzese, uno mascalzone e affascinante, l'altro onesto e maleamato, narrato da un codardo ma tenacissimo e fedele amministratore - e gli incompiuti St. Ives (1897) e Weir of Hermiston. In quest'ultimo, i difetti tipici degli altri romanzi, quali una certa artificiosità di costruzione ed un'eccessiva semplificazione, sembrano venir superati, mentre d'altro canto si ha una maggiore caratterizzazione dei personaggi (anche di quelli femminili che, trascurati fino ad allora dall'autore, vengono qui per la prima volta compresi e dipinti con viva penetrazione).
L'autore eccelse anche nel racconto, sia fantastico, come quelli raccolti in The New Arabian Nights e nel seguito The Dynamiter (1885), che nell'esotico, come pure nel racconto del brivido (alla maniera di Poe) con il suo Lo strano caso del dottor Jekyll e del signor Hyde, in cui affrontava, in anticipo sulle teorie freudiane, il problema del subconscio e dello sdoppiamento della personalità.
Fu tutt'altro che trascurabile anche la sua produzione poetica, da A Child's Garden of Verses (1885), in cui rivive liricamente le esperienze della sua fanciullezza, a Underwoods (1887), fino a Ballads (1889) e alla raccolta postuma Songs of Travel (1896).

### La produzione saggistica
È probabile tuttavia che la migliore produzione di Stevenson, almeno dal punto di vista stilistico, non risieda tanto nei romanzi, nei racconti o nelle liriche, quanto nei saggi, moraleggianti e spontanei, alla maniera dello "Spectator", e soprattutto nelle meravigliose raccolte d'impressioni che accompagnarono le sue peregrinazioni per il mondo, specialmente nelle isole del Pacifico. È nell'affascinante raccolta pubblicata postuma nel 1896, dal titolo In the South Seas, che l'efficacia narrativa e descrittiva dello scrittore raggiunge il massimo splendore e meglio hanno modo di risaltare la sua enorme sensibilità e la sua fresca curiosità. A ciò contribuisce appunto lo stile, non più ornato dagli arcaismi necessari al romanzo storico, eppure ancora di chiara derivazione letteraria, da Thomas Browne e da John Bunyan. Tuttavia, se evidenti sono le derivazioni, il risultato è dei più originali, poiché lo stile di Stevenson, sin dalle prime opere caratterizzato dalla delicatezza dei ritmi e dalla limpidezza delle frasi, aveva saputo con gli anni acquistare spontaneità ed affiancarsi alla scelta del tema esotico nel significare la reazione di Stevenson all'epoca vittoriana, al suo mondo familiare e borghese e al suo stile piatto e uniforme.
Giacché Stevenson, benché vissuto nella seconda metà del XIX secolo, con il suo entusiasmo per il mondo che ci circonda e con il suo stupore e il suo incanto di fronte alla forza e all'intensità di una natura selvaggia e non guastata dalla civiltà, pare piuttosto da accostare all'ardore del primo romanticismo, egualmente lontano dall'ipocrisia vittoriana e dagli eccessi del realismo.

## Pensiero e formazione culturale dell'autore
La formazione culturale ed umana di Stevenson va ascritta alla sua infanzia, come lui stesso ebbe a dire nell'autobiografico Memoirs of Himself (1880): "Le mie sofferenze quand'ero malato, le gioie della convalescenza... e l'attività innaturale del mio cervello". Con queste parole, infatti, l'autore non solo sintetizza le sue esperienze infantili, ma sembra anche indicare le componenti fondamentali della sua ispirazione letteraria, vale a dire la sofferenza, il gioco e la fantasia. Anche in A Chapter of Dreams, in cui fra l'altro spiega la genesi del Dr. Jekyll and Mr. Hyde, Stevenson richiama alla mente i sogni – talvolta banali, a volte meno strani o informi – che lo tormentavano da bambino: "una sfumatura d'oscuro di cui non gli importava nulla quando era sveglio, ma che temeva e aborriva nel sogno". Reminiscenze dell'infanzia compaiono, del resto, ripetutamente nell'opera di Stevenson. Basti menzionare The Lantern Bearers, The Manse, Child's Play, e tutte le poesie contenute nella raccolta intitolata A Child's Garden of Verses. Non è facile, tuttavia, stabilire se sia stato il bambino gracile e sognatore a condizionare le scelte letterarie dell'adulto o se lo scrittore abbia cercato nell'infanzia la conferma della propria vocazione per la narrativa fantastica ed avventurosa.

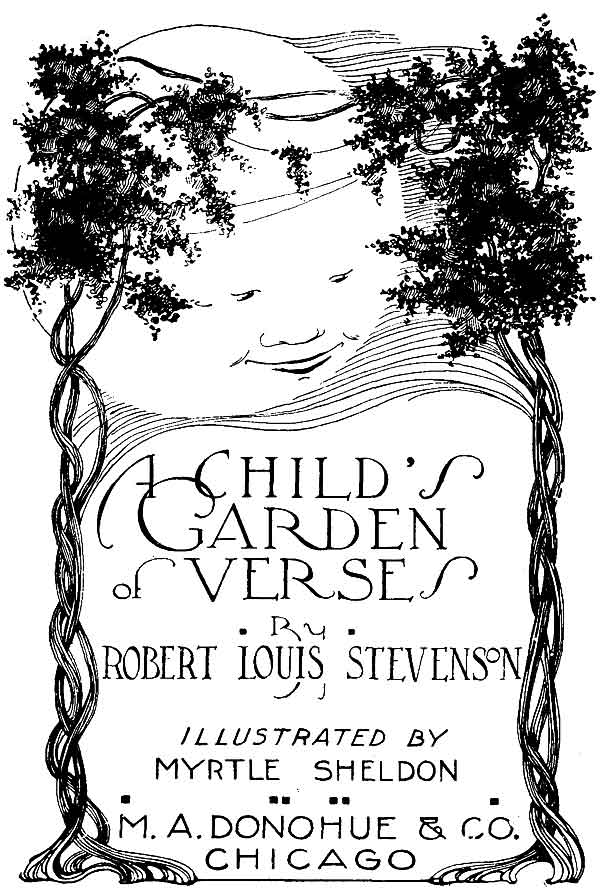
Edizione del libro del 1916.

È certo però che una certa influenza sulla formazione di un giovanissimo Stevenson la ebbe l'infermiera-bambinaia "Cummy", a cui dedicò A Child's Garden of Verses, alla quale era stato affidato presumibilmente perché la madre era ammalata. Questa puericultrice aveva, infatti, una forte personalità e convinzioni religiose calviniste che cercò di trasmettere all'autore. Era però anche una donna dalla fervida immaginazione, che sapeva raccontare storie con impeto drammatico, come s'apprende dalla testimonianza indiretta della moglie di Stevenson, contenute nella prefazione alla raccolta di poesie dedicate alla bambinaia.
Dunque dai giochi dell'infanzia (rimasti a sedimentare nella psiche), come il teatrino di Skelt (grandi fogli da ritagliare e colorare per creare scenografie ispirate a Le mille e una notte o alla leggenda di Robin Hood) o da altri, dov'è quasi sempre presente l'elemento avventuroso, riaffioreranno più avanti al momento della creazione artistica quei motivi peculiari alla sua attività di scrittore immaginario e fantastico. In A Chapter on Dreams – un'indagine molto acuta dei processi creativi e forse anche più in generale di quelli psichici – lo scrittore confesserà d'avere come collaboratori instancabili, sia nel sonno che nella veglia, "quegli uomini che dirigono il teatrino che c'è in ognuno di noi". Invece dagli scritti The Lantern Bearers, in cui descrive gli avventurosi giochi svolti nella sua infanzia, e in Child's Play emerge un'immagine dickensiana dell'infanzia, come età in cui si mescolano terrori e fantasie. Così i ragazzi che si divertono a portare, nascosta sotto una giacca, una lanterna puzzolente di stagno o il bambino che stringe d'assedio una poltrona, come fosse un castello, sono proiezioni mitiche di un mondo perduto che l'adulto può recuperare solo grazie alla capacità di un artista che non obbedisca agli imperativi del realismo, ma lascia libero il bambino che è in lui.
Una relativa importanza nella formazione dell'autore ebbero anche le storie tratte dalla Bibbia, Il pellegrinaggio del cristiano di Bunyan, il Macbeth di Shakespeare e il Robinson Crusoe di Daniel Defoe.
Stevenson ateo: intorno ai diciassette anni, il bambino gracile, sognatore e timoroso di Dio si tramutò in un giovanotto scapestrato e ribelle, effettuando un apprendistato diverso da quello previsto dal padre e poi professandosi ateo. In quegli anni imparò a conoscere la sua città sia negli aspetti più palesi sia in quelli più nascosti, come si evince dalle descrizioni di Edimburgo: Picturesque Notes e in una dei New Poems. Un simile comportamento, molto frequente nelle famiglie vittoriane negli ultimi decenni del secolo, era principalmente provocato dalla diffusione della teoria evoluzionista di Charles Darwin e dalla sociologia di Herbert Spencer, che inducevano i giovani ad assumere atteggiamenti di ribellione nei confronti della religione e del codice morale repressivo imposto dalla società. Tuttavia un certo pragmatismo di marca puritana rimase in Stevenson sino alla fine della sua vita, insieme a un radicato senso della famiglia, tanto che nella sua opera non sembra emergere alcuna testimonianza di quello scontro fra la vecchia generazione timorata di Dio e avversa alla letteratura e i giovani intellettuali agnostici.
L'incontro, a Cockfield, con Francis Sitwell e con Sidney Colvin, avvenuto nel 1873, fu uno dei momenti più importanti della sua vita, quello che avrebbe determinato le future scelte letterarie dell'autore, mentre nel 1874 entrò al "Sevil Club", dove incontrò importanti personaggi della cultura, tra cui Edmund Gosse e Henry James.
Se il soggiorno a Cockfield gli aprì le porte della scena letteraria, la sosta in Francia gli dischiuse le porte dell'amore e dell'avventura in terre lontane, proiettandolo concretamente negli spazi che aveva solo percorso con la fantasia. Frutto del soggiorno francese sono, innanzitutto, le opere An Inland Voyage e Travels with a Donkey in the Cévennes, accomunate entrambe dal dichiarato amore per la vita nomade ed avventurosa e il mito romantico della solitudine a contatto con la natura. La seconda opera è invece caratterizzata da un tono più serio e meno svagato: il viaggiatore è qui attratto dalla storia tormentata dei luoghi che attraversa, un tempo teatro di sanguinose lotte fra Cattolici e Protestanti. Ciò gli permette di delineare paralleli con la storia della Scozia e di meditare sul significato e le motivazioni della ribellione dei Protestanti e sulla loro vocazione al martirio.

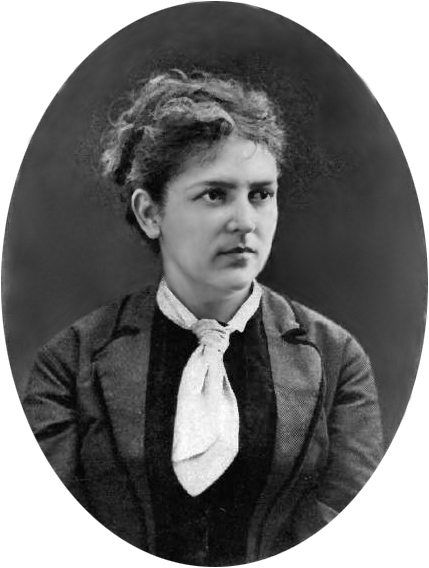
Fanny Osbourne.

Sempre in Francia incontrò Fanny Osbourne, della quale s'innamorò e che più tardi raggiungerà negli Stati Uniti. Frutto di questo viaggio è la stesura di Amateur Emigrant, opera nella quale Stevenson descrive – fra distacco ironico e coinvolgimento emotivo, tra crudo realismo e slancio sentimentale – le sofferenze, i malanni degli emigranti, ma anche i giochi dei bambini e gli scherzi; insomma un documento realistico dei disagi affrontati da una folla di diseredati per garantirsi la pura sopravvivenza. Il tema degli emigranti fu poi ripreso nell'altrettanto sfortunato resoconto Across the Plains che, nel registrare le traversie degli emigranti durante il lungo e disagevole viaggio in treno dall'Atlantico al Pacifico, demoliva non solo il mito dell'America, ma anche quello della Frontiera che Stevenson aveva conosciuto attraverso i romanzi di James Fenimore Cooper. Entrambe le opere, criticate da Colvin, non ebbero molto successo.
Nel successivo romanzo, Gli accampati di Silverado (The Silverado Squatters, che racconta, sublimando, la sua poco felice luna di miele a Silverado con la Osbourne), Stevenson, memore della lezione inflittagli da Colvin, attua un processo di sublimazione del reale attraverso lo humour e la fantasia. È così che il soggiorno nella bicocca assediata dalle erbacce, dai crotali e dal pietrisco diventa un'avventura sognata, in un luogo fantastico pieno di luci, suoni e profumi nel quale i protagonisti della vicenda divengono personaggi da fiaba sul punto di prender possesso di un regno incantato. In tal modo vengono anche lasciati fuori gli aspetti riguardanti il rapporto amoroso tra un uomo ed una donna, rimanendo così legato alla morale vittoriana.

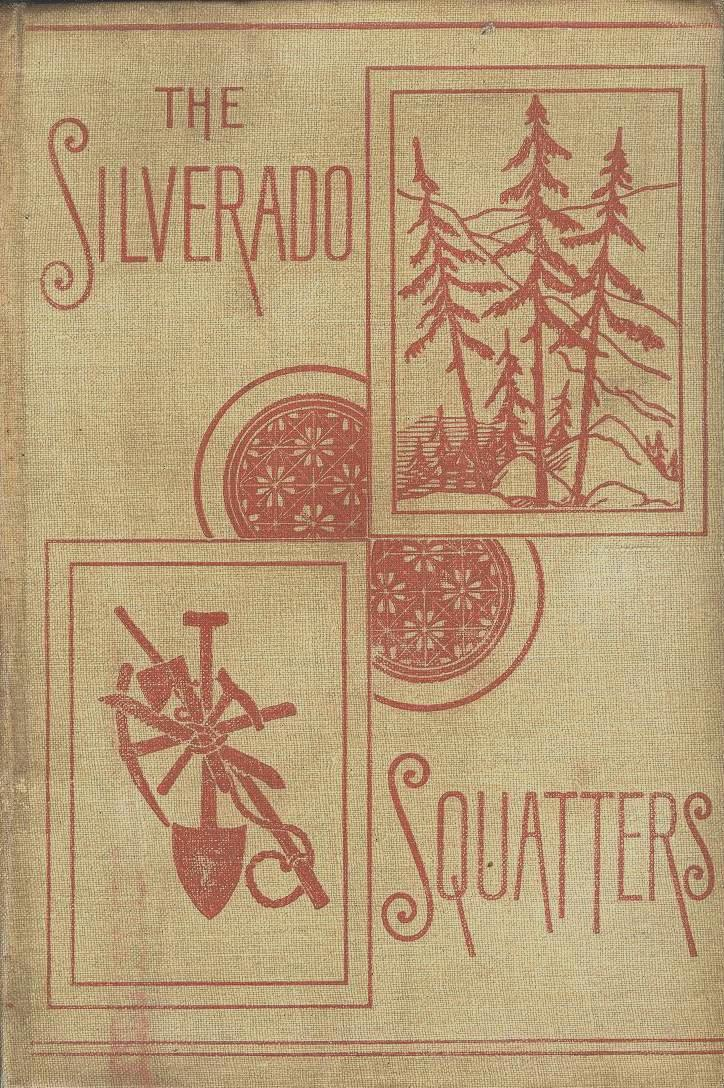
La copertina del 1886.

Chiusasi definitivamente la fase dell'autobiografismo, Stevenson decise di dedicarsi al romance, su cui egli scrisse anche saggi come A Gossip on Romance e A Humble Remonstrance. In essi l'autore difende la narrativa romanzesca o fantastica dagli attacchi degli assertori ad oltranza del realismo, mostrando una profonda consapevolezza dei processi psichici ed immaginativi che stanno alla base della scrittura: "l'apoteosi e la sublimazione dei sogni ad occhi aperti dell'uomo comune. I suoi racconti possono essere alimentati dalla realtà della vita, ma il loro scopo e la loro caratteristica più vera consisteranno nel rispondere ai desideri inconfessati e indistinti del lettore, a seguire la logica ideale del sogno" (A Gossip on Romance). Inoltre egli continuerà a rivendicare al romanzo d'avventure il compito di far affiorare i desideri inconsci e le fantasie adolescenziali, che si celano sotto l'apparenza pragmatica e moralistica dell'adulto. In A Gossip on Romance compare anche un insistente richiamo al Robinson Crusoe di Defoe (prototipo settecentesco del realistico, ma anche del romanzo d'avventura) il quale, rispetto agli altri rifacimenti (La famiglia Robinson svizzera o L'isola misteriosa di Verne), ha la capacità di conferire anche ai dettagli più banali un fascino irresistibile, in quanto il Robinson Crusoe possiede tutte le qualità che si richiedono ad un romanzo, tranne la capacità pittorica, o anche di evocare immagini fantastiche.
E fu proprio questa capacità evocativa che Stevenson cercò di realizzare in Treasure Island, il cui tema centrale è l'avventura in luoghi esotici, anche se trattasi fondamentalmente di un racconto di formazione: il viaggio iniziatico di Jim Hawkins alla ricerca del tesoro dei pirati, sotterrato in un'isola lontana a forma di drago, compiuto da un gruppo d'inglesi.
Con A Gossip on Romance e A Humble Remonstrance, Stevenson s'inserì prepotentemente in quel dibattito sul romanzo che, nell'ultimo quarto di secolo dell'Ottocento, ha visto contrapporre da un lato i difensori – per esempio Andrew Lang – della narrativa inglese tradizionale, dall'altro le infiltrazioni dei modelli realistici d'oltre Manica. In particolare Flaubert, Zola e quegli scrittori russi, le cui opere si basavano su un profondo scandaglio della psicologia dei personaggi e di racconti improntati ad una cupa visione della società e del destino dell'uomo. In questo senso Andrew Lang, sostenendo la necessità di una narrativa carica d'azione ed ottimismo, fu sostenuto da Stevenson, secondo il quale "il vero pericolo è che nel tentativo di ritrarre la normalità lo scrittore... sia costretto a scrivere il romanzo della società anziché il romanzo dell'uomo" (A Humble Remonstrance). Il dibattito, tuttavia, non riguardava solo il contrasto tra novel e romance, ma vedeva anche su fronti opposti i sostenitori di un realismo didascalico di derivazione britannica e i propugnatori di un realismo svincolato dai condizionamenti sociali.
Non a caso, dunque, Henry James (in contrapposizione a Walter Besant, fautore invece dell'impegno sociale del romanzo) riaffermava la funzione mimetica della narrativa, nel senso che dovesse essere perfettamente libera, ma interessante. L'interesse, secondo James, doveva scaturire però dalla struttura interna del romanzo, in ciò trovandosi d'accordo, pur su un diverso fronte, con Stevenson, il quale manifestava in quegli anni un interesse crescente per le questioni tecniche e stilistiche. Non per nulla uno degli aspetti di Treasure Island, maggiormente apprezzati dai critici, era stato appunto la padronanza dello stile, una qualità che si farà sempre più determinante nella narrativa successiva dell'autore. Nell'ambito della saggistica va annoverato anche On Some Technical Elements of Style in Literature, dove Stevenson traccia paralleli e distinzioni fra i ritmi della prosa e i ritmi della poesia, ma soprattutto insiste sull'importanza dei suoni all'interno della frase letteraria accostandola per quest'aspetto alla frase musicale, al punto che gran parte dell'efficacia di un brano di prosa, a suo avviso, deriva dall'uso sapiente degli elementi sonori del linguaggio e dalla capacità dello scrittore di far appello non solo all'occhio, ma anche ad "una specie di orecchio interiore, pronto a cogliere tacite melodie". Stevenson insiste però anche sul fatto che non vi deve essere nulla d'ostentato in questi virtuosismi, perché lo stile è perfetto "quando raggiunge il grado più elevato di consapevolezza senza farlo notare". E Stevenson sembra esserci riuscito, secondo Roberto Mussapi, visto che Kidnapped e Treasure Island sono pervase da suggestioni sonore capaci di generare non solo voci e rumori, ma anche immagini. Stevenson, inoltre, non solo imposta il racconto come una ballata, ma v'introduce brani musicali o anche brevi allusioni a motivi popolari scozzesi.
I temi dell'avventura e del mistero si ritrovano in New Arabian Nights, una serie di racconti ispirati alle storie di Sharāzād, nei quali Stevenson ricorre alla finzione di un anonimo arabo per introdurre le sue storie ambientate a Londra (quindi non più in spazi dilatati ed esotici, ma nell'area più angusta e familiare della città), e imperniati sulla figura di un principe di shakespeariana memoria, Florizel di Boemia. Benché non abbia la vera e propria veste del detective, il protagonista assume di tanto in tanto il ruolo di risolutore d'enigmi e di misteri; inoltre possiede quell'aristocratico distacco di fronte all'abiezione della gente che lo circonda, che è proprio di Sherlock Holmes. A differenza di quest'ultimo, in cui Conan Doyle privilegia l'aspetto razionale e positivista, Stevenson avvolge il protagonista di New Arabian Nights in un alone più vago e favoloso, anche se poi alla fine, con un tocco d'ironia, lo priva del suo trono in Boemia e lo mette a vendere sigari in una tipica tabaccheria londinese. L'autore sembra inoltre tutto proteso a realizzare quella "limpida e schietta atmosfera romanzesca", di cui parla in A Gossip on Romance, e a creare quella suspense in cui tiene avvinto il lettore, sollecitandone la curiosità.

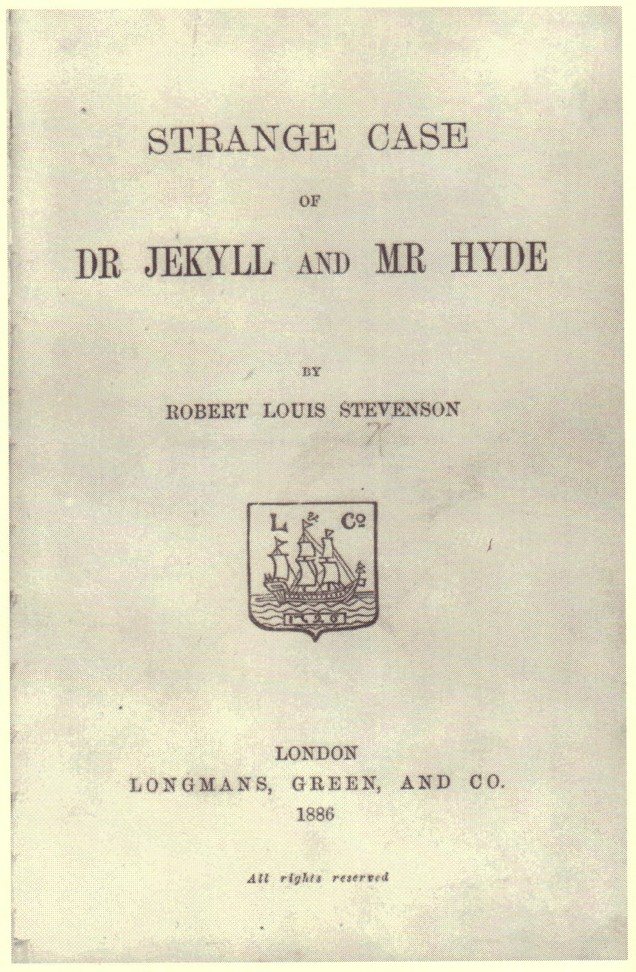
Frontespizio del libro (1886).

Tale capacità di costruire la suspense, Stevenson non solo la mantenne in una seconda serie di racconti intitolata The Dynamiter, ma anche nei romanzi, specialmente in Lo strano caso del Dr. Jekyll e di Mr. Hyde. È la storia di un uomo, la cui metamorfosi e il cui sdoppiamento di personalità (prima volontario, poi sempre più incontrollabile), avvenuto in seguito ad alcuni esperimenti scientifici (privi di qualsiasi utilità, come li definisce il dr. Lanyon) perpetrati sulla sua persona, sottopone il lettore al manifestarsi degli istinti, pulsioni, manie e comportamenti spregiudicati di Mister Hyde, contrapposti alla parte razionale, controllata e comunemente accettata del dottor Jekyll. Tale sdoppiamento, presente non solo nel protagonista, si rende manifesto anche negli ambienti in cui i vari personaggi si muovono: un'atmosfera e un'ambientazione gotica nella quale prevalgono il freddo, la notte, la nebbia, il vento e l'intricato labirinto delle strade londinesi (che evocano la logica del mistero, dell'irreale, dell'assurdo e dell'orrore). Conferendo, inoltre, tratti scimmieschi al protagonista, Stevenson sembra aver voluto entrare nel merito dell'ormai dilagante controversia, che aveva coinvolto sociologi, letterati ed ecclesiastici. Il romanzo è, infatti, una testimonianza sconvolgente non solo dell'impatto delle teorie darwiniane sulla moralità vittoriana, ma anche del clima di sfiducia nella scienza e nell'uomo stesso, che si venne creando in Inghilterra verso la fine del secolo, in concomitanza con una vasta crisi economica, politica e sociale. Nella scena finale del romanzo infatti sembrano riemergere appunto le angosce esistenziali dei vittoriani: il timore dell'instaurarsi di un movimento regressivo all'interno del processo evolutivo e la paura di un prepotente riemergere degli impulsi irrazionali della civiltà.

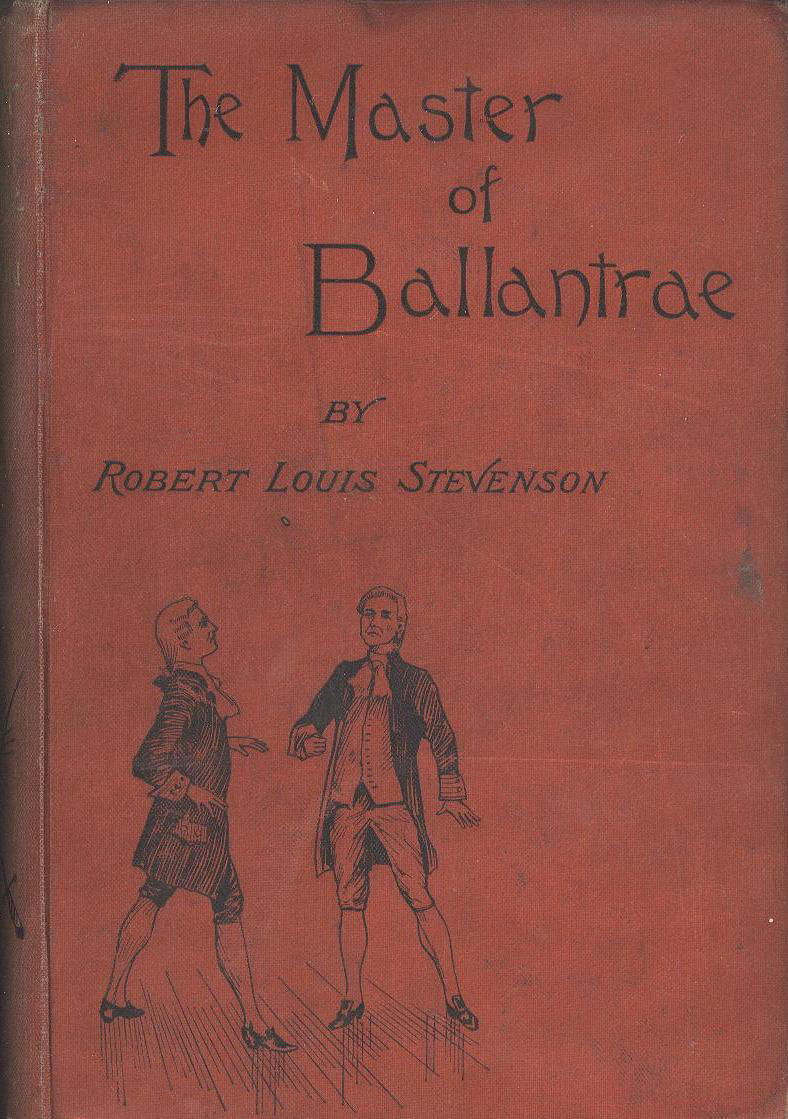
Copertina di The Master of Ballantrae (1888).

Il tema del doppio è predominante anche nel romanzo storico The Master of Ballantrae, una storia cupa, un resoconto dettagliato dei tragici fatti accaduti in un'antica casa nobiliare scozzese all'indomani dell'insurrezione giacobita del 1745. Tuttavia sul mito più antico della disintegrazione della famiglia s'innesta quello più moderno della disgregazione della personalità. La rivalità fra i due protagonisti/antagonisti, i fratelli Durrisdeer, fisicamente somiglianti (entrambi i fratelli sono scuri perché gli uomini della famiglia Durrisdeer sono neri), ma caratterialmente differenti (il primogenito affascinante, ma dissoluto e dissipatore, ed il secondogenito, ligio al dovere, morigerato, ma bruttino ed incapace di farsi amare) si configura nel corso della narrativa sempre più come una lotta interiore, un conflitto fra le opposte nature di uno stesso individuo. È dunque l'affinità fisica e la complementarità spirituale a far rientrare i due protagonisti del romanzo nella casistica del doppio. In particolare il fratello maligno opera una lenta, ma costante persecuzione sul fratello buono, per assorbirlo nella sfera della trasgressione morale, facendo emergere in quest'ultimo i lati oscuri, repressi della personalità dell'altro.
Il malvagio compie, in altre parole, nei confronti del fratello buono quella che di prim'acchito può sembrare un'azione vendicativa, ma che alla lunga si trasforma in un seguito di molestie fini a sé stesse. Ma visto l'apparente insuccesso di quest'azione, cerca di provocarlo ulteriormente insidiandogli la moglie, e questa volta con successo. Il duello, infatti, oltre a mettere di fronte il personaggio e il suo doppio, fa emergere le potenzialità di violenza insite nel personaggio buono e ne rivela le ambiguità morali. Il personaggio buono, pur essendo in un primo momento sconvolto dell'atto delittuoso, tradisce in un secondo tempo il suo disappunto per non esser riuscito ad eliminare il rivale. Il finale vede un rovesciamento delle parti, nel quale il fratello perseguitato diventerà il persecutore. E date queste premesse il racconto non può che concludersi con la morte simultanea d'entrambi i fratelli e la loro sepoltura in un'unica tomba in mezzo ad un deserto di ghiaccio.

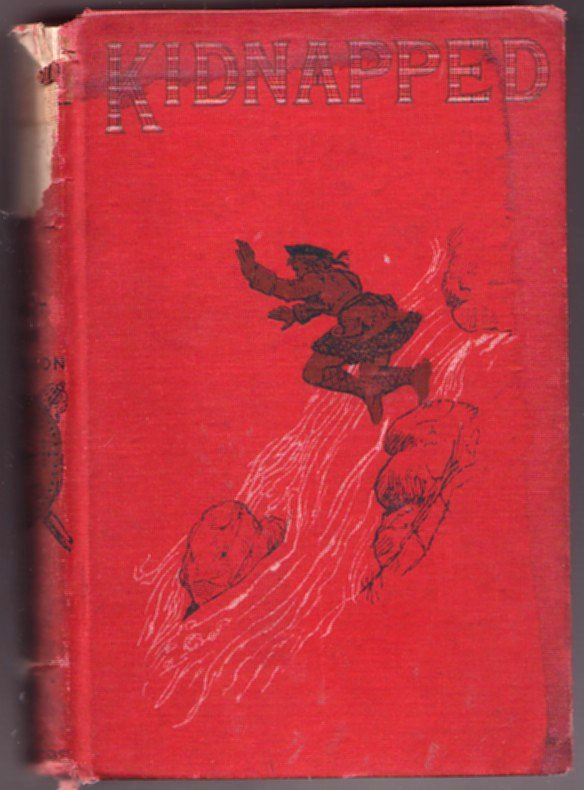
La prima edizione di Kidnapped (1886).

L'altro tema caro a Stevenson è quello dell'avventura attraverso i mari, presente non solo in Treasure Island, ma anche in Kidnapped (il cui punto di riferimento sembra ancora il Robinson Crusoe di Defoe), le cui vicende toccano i temi romanzeschi del viaggio per mare, della lotta sanguinosa e del naufragio.
L'amore per il mare porterà infine l'autore a trascorrere l'ultima parte della sua vita sulle isole del Pacifico, a rivivere almeno in parte quelle avventure che aveva sognato quand'era in Europa, prendendo nota in un diario d'ogni nuova esperienza ed impressione memorabile, che andava facendo nei suoi viaggi. La maggior parte di questa raccolta confluì in quelle lettere dai Mari del Sud (In The South Seas), che aveva promesso a McClure e che furono poi pubblicate a puntate su riviste americane ed inglesi dal 1891, ma anche in altri romanzi, quali The Wrecker o The Beach of Falesà. L'avventura, in ogni caso, non era ormai più concepita a tavolino, ma prendeva forma come esperienza autentica. Per la prima volta, nonostante la sua salute malferma, poteva godere degli spazi aperti e dell'avventura e rivivere fisicamente le esperienze di viaggiatori, come Cook o Darwin. E poteva dar corpo anche alle sue fantasie infantili, impersonando gli eroi dei suoi romanzi preferiti: Robinson, ovviamente, ma anche i ragazzi di Coral Island o della Famiglia Robinson svizzera. Nell'approdare alla prima isola lo scrittore rivive le emozioni dei primi esploratori, ma anche di Jim Hawkins, al suo arrivo nell'Isola del Tesoro. Diversamente dal suo personaggio, però, Stevenson non proverà delusioni e rimarrà in questo mondo per il resto della vita, rifiutando esplicitamente il ritorno in patria.
I capitoli di In The South Seas sono pregni delle emozioni provate a contatto con i paesaggi e le figure di un mondo in larga parte ancora primitivo e genuino; lunghe pagine sono poi dedicate anche agli abitanti delle isole, soprattutto agli indigeni, i quali perlopiù vengono connotati positivamente quali eredi della nobiltà dell'uomo non contaminato dalla civiltà, ma che talvolta possono assumere tratti ambigui ed inquietanti. Sono rari, tuttavia, i momenti in cui lo scrittore tradisce, nei confronti di quella gente e di quei luoghi, un moto di repulsione, da lui stesso giudicato indegno di un viaggiatore, ma piuttosto una certa curiosità e simpatia. In tal senso si ricollega ad Emigrante per diletto, di cui riprende anche la romantica attenzione per gli umili e i diseredati.
Convinto difensore sempre e comunque delle popolazioni polinesiane, non manca di criticare le autorità coloniali, a suo dire causa dei violenti sconvolgimenti operati nel tessuto sociale, denunciando il fatto che, tramite una dura repressione morale, agli abitanti delle Isole Marchesi è stata tolta la gioia di vivere. Ed esprime l'opinione che questa, ancor più del diffondersi delle infezioni e dell'oppio, sia la causa principale della progressiva estinzione di questa razza polinesiana. L'unico caso in cui lo scrittore sembra giudicare utile l'intervento dei bianchi nelle comunità indigene è quello concernente Padre Damiano De Veuster, fondatore del lebbrosario di Molokai, il quale aveva contratto la malattia, vivendo a stretto contatto con questi malati.
Dunque l'impressione che si ricava dalla lettura del romanzo è che l'autore, piuttosto che trasmettere al lettore un qualche senso della seduzione di quel mondo, si sia preoccupato di dare una mano per arginare il disfacimento di una cultura.

## Opere

### Romanzi
- 1883 - L'isola del tesoro (Treasure Island)
  - trad. Piero Jahier, Einaudi, 1943
  - trad. Angiolo Silvio Novaro, Mondadori 1982
  - trad. Libero Bigiaretti, Giunti 1997
- 1883 - La freccia nera (The Black Arrow. A Tale of the Two Roses)
  - a cura di Masolino D'Amico, Einaudi 2006
  - trad. di Ester Piazza, DeAgostini 2011
- 1885 - Il principe Otto (Prince Otto. A Romance)
  - trad. Enzo Giachino, Adelphi 1977
  - trad. Masolino D'Amico, Nottetempo 2002
- 1886 - Lo strano caso del dottor Jekyll e del signor Hyde (Strange Case of Dr. Jekyll and Mr. Hyde)
  - trad. Carlo Fruttero e Franco Lucentini, Einaudi 1996
- 1886 - Il ragazzo rapito (Kidnapped. Being Memoirs of the Adventures of David Balfour in the Year 1751)
  - trad. Alberto Mario Ciriello, Garzanti 1976
  - trad. Floriana Bossi, Einaudi 1977
  - trad. Francesco Saba Sardi, come Rapito, Mondadori 1982
- 1887 - Ricordo di Fleeming Jenkin (Memoir of Fleeming Jenkin)
  - trad. Paolo Zanotti, Sellerio 1996
- 1888 - Il signore di Ballantrae (The Master of Ballantrae. A Winter’s Tale)
  - trad. Oriana Previtali, Rizzoli 1950
  - trad. Giulia Celenza, Garzanti 1978
  - trad. Simone Barillari, come Il master di Ballantrae, Nutrimenti 2012
- 1889 - La cassa sbagliata (The Wrong Box), scritto con Lloyd Osbourne
  - come Eredità in pericolo, Mondadori, 1941
  - trad. Henry Furst, Mursia 1966
  - La cassa sbagliata (The Wrong Box), Mattioli 1885, Fidenza 2014 traduzione di Livio Crescenzi ISBN 978-88-6261-434-4
- 1892 - Il relitto (The Wrecker), scritto con Lloyd Osbourne
  - come Il mistero del Turbine Volante, Sonzogno, 1925
  - trad. Igor Legati, Einaudi 1991
- 1893 - Catriona (Catriona. Being Memoirs of the Further Adventures of David Balfour at Home and Abroad), seguito di Kidnapped
  - trad. Aldo Fulizio, Paoline 1962
  - trad. Henry Furst, Mursia 1972
  - trad. Andrea Cariello, Leone Editore, 2015
  - trad. Maria Grazia Testi Piceni, Landscape Books, 2016
- 1894 - Il riflusso della marea (The Ebb-Tide. A Trio and a Quartette), scritto con Lloyd Osbourne
  - a cura di Fabrizio Pasanisi, Sellerio 1994
  - trad. Renato Prinzhofer, Bompiani 1997
  - trad. Fabrizio Bagatti, Marlin 2006
- 1896 - Weir di Hermiston (Weir of Hermiston)
  - trad. Francesco Fenghi, Garzanti 1982
  - trad. Giovanna Saffi, Sellerio 1994
- 1897 - St. Ives (St. Ives. Being the Adventures of a French Prisoner in England), finito da Arthur Quiller-Couch
  - a cura di Salvatore Rosati, Mursia 1968

### Racconti
- 1877 - Una vecchia canzone (An Old Song)
  - trad. Ornella De Zordo, in L'incantatrice e Una vecchia storia, Milano, Mursia, 1990, pp. 37–89
  - trad. Fabrizio Bagatti, Barbès, 2012; poi Clichy, 2014
- 1882 - Le nuove Mille e una notte (New Arabian Nights)
  - Il club dei suicidi (The Suicide Club, 1878), Mattioli 1885, Fidenza 2015 traduzione di Livio Crescenzi ISBN 978-88-6261-473-3
  - Il diamante del Rajah (The Rajah’s Diamond, 1878)
  - Il padiglione sulle dune (The Pavillon on the Links, 1880), Mattioli 1885, Fidenza 2016 traduzione di Livio Crescenzi ISBN 978-88-6261-597-6
  - Un tetto per la notte (A Lodging for the Night, 1877)
  - La porta del sire di Malétroit (The Sire de Malétroits Door, 1878)
  - La provvidenza e una chitarra (Providence and the Guitar, 1878)
    - trad. Laura Babini, come Le nuove notti arabe, Casini 1953
    - trad. Attilio Brilli, Mondadori 1982, in Romanzi, racconti e saggi
    - trad. Alessandro Ceni, Einaudi, 1999
    - trad. Livio Crescenzi, come Il club dei suicidi e Il padiglione sulle dune, Mattioli 1885, Fidenza 2015-2016 ISBN 978-88-6261-473-3
- 1885 - Il dinamitardo (More New Arabian Nights: The Dynamiter), scritto con Fanny Osbourne
  - trad. Enrico Scialoja, Longanesi 1980
  - trad. Livio Crescenzi, come Il terrorista, Mattioli 1885, Fidenza 2017 ISBN 978-88-6261-631-7
- 1887 - Gli allegri compari e altri racconti (The Merry Men and Other Tales and Fables)
  - Gli Allegri Compari (The Merry Men, 1882)
    - trad. Laura Merletti, Ibis 1995
    - trad. Alessandro Ceni, Einaudi 1999
    - trad. Fabrizio Pasanisi, prefazione di Dario Pontuale, Nutrimenti 2016

  - Will del Mulino (Will o' the Mill, 1878)
    - trad. Aldo Camerino, Mondadori 1982

  - Markheim (Markheim, 1885)
    - trad. Aldo Camerino, Mondadori 1982
    - trad. Marina Vaggi, Interlinea 2001
    - trad. Luigi Marfè, Leone Editore, 2013

  - Janet la Sbilenca (Thrawn Janet, 1881)
    - trad. Attilio Brilli, Mondadori 1982

  - Olalla (Olalla, 1885)
    - trad. Aldo Camerino, Einaudi 1974
    - trad. Simone Garzella, Passigli 2006

  - Il tesoro di Franchard (The Treasure of Franchard, 1883)
    - trad. Alessandro Ceni, Einaudi 1999
    - trad. Daniela Sandid, prefazione di Dario Pontuale, Passigli 2016
- 1889 - L'incantatrice o L'ammaliatrice (The Enchantress)
  - trad. Ornella De Zordo, in L'incantatrice e Una vecchia storia, Milano, Mursia, 1990, pp. 13–36
  - trad. Alessandro Ceni, in I racconti, Torino, Einaudi, 1999, pp. 767–85
- 1893 - Gli intrattenimenti delle notti sull'isola (Island Nights' Entertainments)
  - La spiaggia di Falesà (The Beach of Falesà, 1892)
  - Il diavolo nella bottiglia (The Bottle Imp, 1891)
  - L’isola delle voci (The Isle of Voices, 1893)
    - trad. Attilio Brilli, Mondadori 1982
    - trad. Alessandro Ceni, Einaudi 1999
- 1896 - Favole (Fables)
  - trad. Aldo Camerino, Einaudi 1960
  - trad. Daniela Fink, Le lettere 1992
- 1905 - Tales and Fantasies (pubblicato postumo)
  - (The Story of a Lie, 1879)
  - Il trafugatore di salme (The Body Snatcher, 1884)
    - trad. Attilio Brilli, Mondadori, 1985
    - trad. Alessandro Ceni, Einaudi, 1999 (in I racconti)
    - trad. Livio Crescenzi, Mattioli 1885, Fidenza 2016 ISBN 978-88-6261-531-0

  - Le avventure di John Nicholson (The Misadventures of John Nicholson: A Christmas Story, 1887)
    - trad. Piero Pignata, Passigli, 2010

### Teatro
- con William Ernest Henley:
  - 1880 - Deacon Brodie or The Double Life
  - 1884 - Beau Austin
  - 1884 - The Admiral Guinea
  - 1885 - Macaire
- con Fanny Osbourne:
  - 1915 - The Hanging Judge

### Poesie
- 1882 - Moral Emblems and Other Poems
  - trad. parziale Roberto Mussapi e Teresa Sorace Maresca in Poesie, Mondadori 1997
  - trad. racconto Il pirata e il farmacista Damiano Abeni, Orecchio Acerbo 2013
- 1885 - Un giardino di versi (A Child’s Garden of Verses)
  - trad. Francesco Saba Sardi, Mondadori 1987
  - trad. Roberto Mussapi, come Il mio letto è una nave, Feltrinelli, 1997
  - trad. Raul Montanari, Nutrimenti 2010
- 1887 - Underwoods (38 poesie in inglese e 16 in scozzese)
- 1887 - Ticonderoga: A Legend of the West Highlands
- 1891 - Ballads
  - The Song of Rahero. A Legend of Tahiti
  - The Feast of Famine. Marquesan Manners
  - Ticonderoga. Una leggenda delle Highlands occidentali (Ticonderoga. A Legend of the West Highlands, 1887)
    - trad. Roberto Mussapi in Poesie, Mondadori 1997

  - Heather Ale
  - Christmas at Sea
- 1896 - Canti di viaggio (Songs of Travel and Other Verses)
  - trad. Luigi Marfè, ETS 2019
- 1898 - Quattordici preghiere scritte a Vailima e un sermone di Natale
  - Prayers Written at Vailima
  - A Christmas Sermon
    - trad. Edoardo Albinati, Stampa alternativa 1992
- 1918 - New Poems
- 2003 - Collected Poems, a cura di Roger C. Lewis

### Saggi e viaggi
- 1878 - Viaggio nell'entroterra in canoa tra Belgio e Francia (An Inland Voyage)
  - trad. Donatella Tonitto e Marco Bettini, Muzzio 1991
- 1879 - Viaggio nelle Cévennes in compagnia di un asino (Travels with a Donkey in the Cévennes)
  - trad. Piero Pignata, Ibis 1992
- 1879 - Edimburgo e tre passeggiate a piedi a zonzo tra Scozia e Inghilterra (Edinburgh: Picturesque Notes)
  - trad. Valeria Bellazzi, Muzzio 1996
- 1882 - Familiar Studies of Men and Books
  - Victor Hugo’s Romances
  - Some Aspects of Robert Burns
  - Walt Whitman
  - Henry David Thoreau. His Character and Opinions
  - Yoshida-Torajiro
  - François Villon Student Poet and House-Breaker
  - Charles of Orleans
  - Samuel Pepys
  - John Knox and Women
    - trad. parziale Daniela Fink, come L'isola del romanzo, Sellerio 1987
- 1882 - The Old and New Pacific Capitals
- 1882 - Una chiacchierata sul romanzesco (A Gossip on Romance)
  - trad. Attilio Brilli, Mondadori, 1982
- 1883 - Gli accampati di Silverado (The Silverado Squatters. Sketches from a Californian Mountain)
  - trad. Attilio Brilli, Studio Tesi 1985
- 1883 - Una nota sul realismo (A Note on Realism)
  - trad. Attilio Brilli, Mondadori, 1982
- 1884 - La casa ideale (The Ideal House)
  - trad. Attilio Brilli, Mondadori, 1982
- 1887 - I lanternai (The Lantern-Bearers)
  - trad. Roberto Birindelli, Mondadori, 1982
- 1887 - Memories and Portraits
  - Straniero in patria (The Foreigner at Home)
  - Alcuni ricordi di collegio (Some College Memories)
  - Vecchia morte (Old Mortality)
  - Una rivista di collegio (A College Magazine)
  - Un vecchio giardiniere scozzese (An Old Scotch Gardener)
  - Pastorale (Pastoral)
  - La casa parrocchiale (The Manse)
  - Ricordi di un isolotto (Memories of an Islet)
  - Thomas Stevenson (Thomas Stevenson Civil Engineer)
  - Conversazioni e conversatori (Talk and Talkers)
  - Il carattere dei cani (The Character of Dogs)
  - Semplici un centesimo e colorate due soldi (A Penny Plain and Twopence Coloured)
  - A Gossip on a Novel of Dumas’s
  - A Gossip on Romance
  - A Humble Remonstrance
    - trad. parziale Flaminia Cecchi, come Memorie, Editori riuniti 1997
    - trad. parziale Daniela Fink, come L'isola del romanzo, Sellerio 1987
- 1889 - Nei mari del sud (In the South Seas) 
  - trad. Corrado Alvaro, Arcana, 1989
- 1890 - Lettera al dottor Hyde (Father Damien: an Open Letter to the Rev. Dr. Hyde of Honolulu)
  - a cura di Athos Bigongiali, Sellerio 1994
- 1891 - Virginibus Puerisque (Virginibus Puerisque, and Other Papers)
  - trad. parziale a cura di Andrea Minucci, Robin 2004
- 1892 - Attraverso le pianure (Across the Plains)
  - trad. Giovanna Mochi, in Emigrante per diletto, Einaudi 1987
- 1892 - L'isola di Samoa. Note a piè di pagina della storia (A Footnote to History, Eight Years of Trouble in Samoa)
  - trad. Fabio Macherelli, Shakespeare and company 1995
  - trad. e cura di Fabrizio Bagatti, Otto anni di guai. Una nota in margine alla storia, Clichy 2016
- 1893 - Records of a Family of Engineers
- 1895 - Emigrante per diletto (The Amateur Emigrant)
  - trad. Giovanna Mochi, Einaudi 1987
  - trad. Teresa Bertuzzi, Nova Delphi 2018
- 1905 - Essays of Travel
  - trad. parziale Valeria Bellazzi, come Appunti di viaggio in Francia e Svizzera, Muzzio 1998
- L'isola del romanzo, trad. Daniela Fink, Sellerio, 1987
  - Alcuni elementi tecnici dello stile nella letteratura (On Some Technical Elements of Style in Literature, 1884)
  - I libri che hanno avuto influenza su di me (Books Which Have Influenced Me, 1887)
  - Un'umile rimostranza (A Humble Remonstrance, 1887)
  - A proposito di un romanzo di Dumas (A Gossip on a Novel of Dumas’s, 1887)
  - I romanzi di Giulio Verne (Jules Verne’s Romances)
  - I "romances" di Victor Hugo (Victor Hugo’s Romances)
  - Le opere di Edgar Allan Poe
  - Walt Whitman (Walt Whitman)
  - Samuel Pepys (Samuel Pepys)
  - "Gentlemen" e letteratura (Gentlemen)
- 1905 - The Art of Writing
- 1906 - Essays
- 1905 - L'arte della scrittura
  - trad. Francesca Frigerio, Mattioli 1885, Fidenza 2009 ISBN 978-88-6261-094-0

### Lettere e testimonianze
- 1894 - Lettere da Vailima (Vailima Letters)
  - trad. Adriana Crespi Bortolini, Mursia 1980
- Isobel Strong Field e Samuel Lloyd Osbourne, Memories of Vailima (1902)
- Margaret Isabella Balfour Stevenson, From Saranac to the Marquesas and Beyond. Letters to Her Sister (1903)
- Henry Jay Moors, With Stevenson in Samoa (1910)
- Fanny Osbourne, The Cruise of the "Janet Nicholl" among the South Seas Islands (1914)
- Margaret Isabella Balfour Stevenson, Stevenson’s Baby Book (1922)
- Samuel Lloyd Osbourne, An Intimate Portrait of R.L. Stevenson (1924)
- Rosaline Orme Masson (a cura di), I Can Remember R.L. Stevenson (1925)
- Robert T. Skinner (a cura di ), Cummy’s Diary. A Diary Kept by R.L. Stevenson’s Nurse Alison Cunningham while Travelling with him on the Continent During 1863 (1926)
- Isobel Strong Field, This Life I've Loved (1937)
- Fanny Osbourne, Our Samoan Adventure (1955)
- R.C. Terry (a cura di), Interviews and Recollections (1996)